# Andrzej Michalak (kolarz)
Andrzej Michalak (ur. 7 kwietnia 1959 w Radomiu) – polski kolarz torowy, ośmiokrotny mistrz Polski, reprezentant Polski, olimpijczyk z Moskwy (1980).

## Kariera sportowa
Był zawodnikiem Radomiaka (1975-1978), Broni Radom (1979-1982) i Włókniarza Łódź (1983-1985). Jego trenerem w Broni był Stefan Borucz.  Reprezentował Polskę na mistrzostwach świata w 1979(8. miejsce w wyścigu na 4000 m na dochodzenie, 17 m. na 1000 m ze startu zatrzymango), 1981 (w sprincie odpadł w 1/8) i 1983 (w sprincie odpadł w 1/8, w tandemach razem ze Zbigniewem Płatkiem odpadł w eliminacjach). W 1980 wystąpił na Igrzyskach Olimpijskich w Moskwie, zajmując 11. miejsce w wyścigu na 1000 m ze startu zatrzymanego.
Jako junior był m.in. mistrzem Polski w tandemach i na 2000 m na dochodzenie w 1976. Ośmiokrotnie zdobywał mistrzostwo Polski seniorów: 4 x w sprincie (1981, 1982, 1983, 1984), 3 x w tandemach (1983 - z Ryszardem Wesołowskim, 1984 - z Ryszardem Wesołowskim, 1985 - ze Zbigniewem Płatkiem) i 1 x na 1000 m ze startu zatrzymanego (1979). Ponadto czterokrotnie był wicemistrzem Polski: 3 x na 1000 m ze startu zatrzymanego (1980, 1981, 1982), 1 x w tandemach (1980 - z Bogusławem Fajdkiem).
W 1980 wygrał wyścig na 1000 m ze startu zatrzymanego o Wielką Nagrodę Polski. Jako pierwszy Polak w historii przejechał 200 m ze startu lotnego poniżej 11 sekund (10,909 - 20 sierpnia 1984). Był też rekordzistą Polski na 500 m ze startu lotnego (28,75 s - 16 kwietnia 1980)
Zakończył karierę po kontuzjach w 1986, w 1989 wyjechał na stałe do Kanady.